# Света Петка (Долени)
Вижте пояснителната страница за други значения на Света Петка.
„Света Петка“ е възрожденска църква в светиврачкото село Долени, България, част от Неврокопската епархия на Българската православна църква. Обявена е за паметник на културата.

## Архитектура
Църквата е гробищен храм, разположен в североизточната част на селото. Построена в средата на XIX век. В архитектурно отношение представлява каменен еднокорабен храм с неизявена отвън апсида и вкопан трем от западната страна. Иконостасът е на майстори от Мелнишкото художествено средище има четири подиконни пана със сцени от Шестоднева. 19 от иконите са от 1868 година, а останалите са от края на века, като някои от тях са на Андон Зограф. Декорацията на храма прилича на творчеството на Лазар Аргиров.